# Festival Eurovisão da Canção 1997
O Festival Eurovisão da Canção 1997 (em inglês: Eurovision Song Contest 1997, em francês: Concours Eurovision de la chanson 1997 e em irlandês: Comórtas Amhránaíochta na hEoraifíse 1997) foi o 42º Festival Eurovisão da Canção e realizou-se a 3 de maio de 1997 em Dublin, na Irlanda. Os apresentadores foram Ronan Keating e Carrie Crowley. Katrina and the Waves foram os vencedores do Festival desse ano com a canção Love Shine a Light (O amor ilumina uma luz) que recebeu a pontuação máxima de 10 países.

## Local

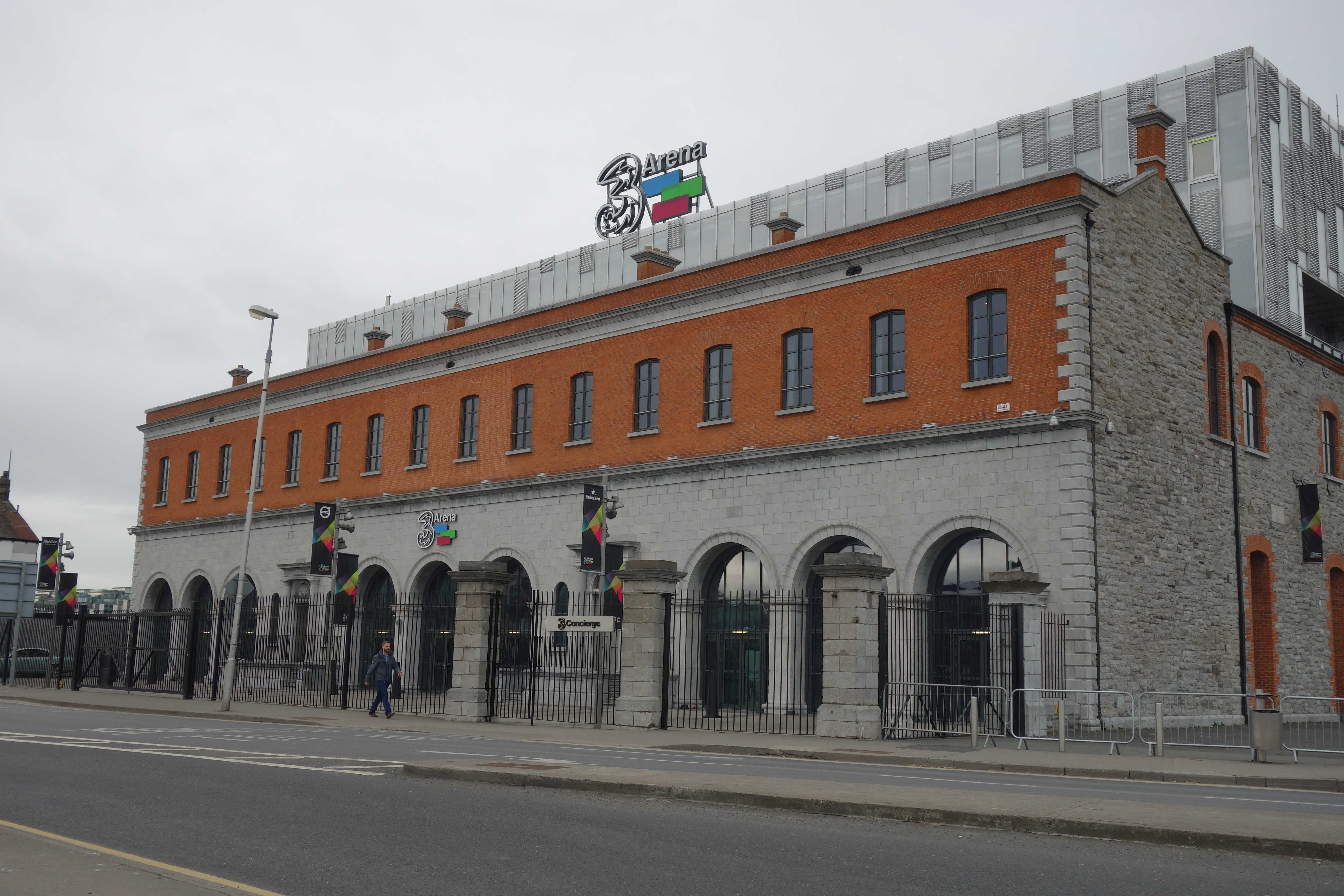
O local para o Festival, o Point Theatre, em Dublin.

O Festival Eurovisão da Canção 1997 ocorreu em Dublin, na Irlanda. Dublin é a capital e maior cidade da Irlanda. O nome em inglês deriva da palavra irlandesa "Dubhlinn" (ocasionalmente também grafada Duibhlinn ou Dubh Linn), que significa "Lago Negro". Localiza-se na província de Leinster próxima ao ponto mediano da costa leste da Irlanda, sendo cortada pelo Rio Liffey e o centro da região de Dublin. Desde 1898 possui nível administrativo de condado (county-boroughs). Seus limites são os condados de Fingal a norte, Dublin meridional a sudoeste e Dun Laoghaire-Rathdown a sudeste. Tem uma população de 527.612 habitantes na cidade, e sua área metropolitana tem 1.804.156 habitantes. Fundada como um assentamento viquingue, foi o centro do Reino de Dublin e se tornou a principal cidade da Ilha após a invasão dos Normandos. A cidade cresceu de maneira rápida durante o século XVII; se tornou na época a segunda maior cidade do Império Britânico e a quinta maior da Europa. Dublin entrou em um período de estagnação após o Ato de União de 1800, mas continuou o centro económico da Ilha. Após a Partição da Irlanda em 1922, virou a capital do Estado Livre Irlandês, e mais tarde, da República da Irlanda. Dublin é reconhecida como uma cidade global, com um ranking "Alpha-", colocando a cidade entre as 30 mais globalizadas do mundo. Atualmente é o principal centro histórico, cultural, económico, industrial e educacional da Irlanda.
O festival em si realizou-se no Point Theatre (agora designado de 3Arena), na capital do país, Dublin. O Point Theatre, construída em 1998, foi um espaço destinado a atrações públicas e festivais localizado perto do Rio Liffey, em Dublin, Portugal. Com uma capacidade de 8 500 espectadores, o Point Theatre era conhecido pela sua flexibilidade de organização de eventos, que poderiam ir desde eventos musicais, a convenções, eventos desportivos e espetáculos circenses.

## Formato
Depois da controversa em torno da pré-selecção de 1996 que eliminou alguns países famosos nestes festivais, a UER (União Europeia de Radiofusão) introduziu um novo sistema para 1997: os países com o mais baixo score dos últimos 4 seriam excluídos de participarem no Festival Eurovisão da Canção. Aqueles países com as mais baixas pontuações nos últimos 5 anos não poderiam participar em futuros festivais. Contudo o país excluído num ano poderia participar no seguinte. 
Inicialmente, Israel iria particpar, mas teve que se abster, pois a data da final coincidia com o Yom HaZikaron. A retirada permitiu que a Bósnia e Herzegovina participasse.
Nesta edição, cinco países (Alemanha, Áustria, Suécia, Suíça e Reino Unido) utilizaram pela primeira vez o sistema de votação por telefone como forma de contrariar os baixos índices de audiência nesses países e levar o evento a um público mais amplo e jovem. Os resultados do televoto foram, em alguns casos, diferentes daqueles entregues pelo júri profissional. A Islândia, por exemplo, recebeu 16 dos seus 18 pontos graças a esse sistema.

## Visual
A abertura da competição começou com um pequeno vídeo. Apareceram Eimear Quinn, Bjorn Ulvaeus, Céline Dion e Morten Harket, todos desejando boa sorte aos participantes. A câmera então mostrou a sala e o palco.
A orquestra foi dirigida por Frank McNamara.
O palco, projetado por Paula Farrell como os cenários de 1988 e 1994, foi inspirado no novo mundo das telecomunicações, com muitos monitores espalhados no fundo e no chão. 
Os apresentadores foram Carrie Crowley e Ronan Keating, que falaram aos espectadores em irlandês, inglês e francês.
Os cartões postais mostravam a riqueza económica, cultural e turística da Irlanda. Eles terminaram com uma apresentação visual dos artistas participantes. Dezoito ex-participantes, na sua maioria vencedores, apareceram pontualmente entre as apresentações. Eles se lembraram de sua participação no concurso e desejaram boa sorte aos concorrentes.
O intervalo foi ocupado pelo grupo Boyzone, acompanhados por uma dúzia de dançarinos. A canção, "Let The Message Run Free", foi especialmente escrita por Ronan Keating para a ocasião.

## Votação
20 dos 25 países tinha um júri composto por 11 elementos, que atribuiu 12, 10, 8, 7, 6, 5, 4, 3, 2, 1 pontos às dez canções mais votadas. Os outros 5 (Alemanha, Áustria, Suécia, Suíça e Reino Unido) usaram o televoto, onde, às 10 canções mais votadas, eram atriuídos 12, 10, 8, 7, 6, 5, 4, 3, 2, 1 ponto, com um júri de salvaguarda, em caso de erros. Um júri nacional era usado em casos de força maior, em que não se pudesse utilizar o televoto.
A supervisora executiva da EBU foi Marie-Claire Vionnet.
Durante a votação, a câmera fez vários close-ups dos artistas. Em particular, Katrina and the Waves, Alla Pugacheva e Şebnem Paker apareceram.
Devido ao televoto, pela primeira vez, houve um resumo das músicas no final das 25 atuações.
Pela primeira vez, duas pessoas anunciaram os votos. Trataram-se de Frédéric Ferrer e Marie Myriam, pela França.

## Prémio Barbara Dex
Pela primeira vez, o fansite House of Eurovision apresentou o Prêmio Barbara Dex, um prémio de humor dado ao artista mais mal vestido a cada ano no concurso. É nomeado após a artista belga, Barbara Dex, que ficou em último na edição de 1993, em que ela usava o seu próprio vestido projetado. A House of Eurovision continuaria a fornecer o Barbara Dex Award até 2016, quando outro fansite da Eurovision, songfestival.be, assumiu as rédeas do prémio e o apresenta todos os anos a partir de 2017.
Debbie Scerri, de Malta foi a vencedora do prémio Barbara Dex de 1997.

## Participações individuais
Predefinição:Participações Individuais ESC1997

## Participantes

Países participantes

| País                 | Título original da Canção    | Artista                     | Processo                                                   | Data da Selecção        |
| País                 | Tradução em Português        | Idiomas de Interpretação    | Processo                                                   | Data da Selecção        |
| -------------------- | ---------------------------- | --------------------------- | ---------------------------------------------------------- | ----------------------- |
| Alemanha             | "Zeit"                       | Bianca Shomburg             | Der Countdown läuft 1997                                   | 27 de fevereiro de 1997 |
| Alemanha             | Tempo                        | Alemão                      | Der Countdown läuft 1997                                   | 27 de fevereiro de 1997 |
| Áustria              | "One Step"                   | Bettina Soriat              | Seleção interna                                            | -                       |
| Áustria              | Um passo                     | Alemão & Inglês             | Seleção interna                                            | -                       |
| Bósnia e Herzegovina | "Goodbye"                    | Alma Čardžić                | Eurosong BiH 1997                                          | 22 de fevereiro de 1997 |
| Bósnia e Herzegovina | Adeus                        | Bósnio                      | Eurosong BiH 1997                                          | 22 de fevereiro de 1997 |
| Chipre               | "Mana Mou" (Μάνα μου)        | Hara & Andreas Konstantinou | Kýprioi Telikoú tis Diagonismós Tragoudioú Eurovision 1997 | 18 de fevereiro de 1997 |
| Chipre               | Terra-mãe                    | Grego                       | Kýprioi Telikoú tis Diagonismós Tragoudioú Eurovision 1997 | 18 de fevereiro de 1997 |
| Croácia              | "Probudi me"                 | E.N.I.                      | Dora 1997                                                  | 9 de março de 1997      |
| Croácia              | Acorda-me                    | Croata                      | Dora 1997                                                  | 9 de março de 1997      |
| Dinamarca            | "Stemmen i mit liv"          | Kølig Kaj                   | Dansk Melodi Grand-Prix 1997                               | 1 de março de 1997      |
| Dinamarca            | A voz da minha vida          | Dinamarquês                 | Dansk Melodi Grand-Prix 1997                               | 1 de março de 1997      |
| Eslovénia            | "Zbudi se"                   | Tanja Ribič                 | EMA 1997                                                   | 22 de fevereiro de 1997 |
| Eslovénia            | Acorda                       | Esloveno                    | EMA 1997                                                   | 22 de fevereiro de 1997 |
| Espanha              | "Sin rencor"                 | Marcos Llunas               | Selecção Interna                                           | -                       |
| Espanha              | Sem rancor                   | Castelhano                  | Selecção Interna                                           | -                       |
| Estónia              | "Keelatud maa"               | Maarja-Liis Ilus            | Eurolaul 1997                                              | 15 de fevereiro de 1997 |
| Estónia              | Terra proibida               | Estónio                     | Eurolaul 1997                                              | 15 de fevereiro de 1997 |
| França               | "Sentiments songes"          | Fanny                       | Seleção interna                                            | -                       |
| França               | Sentimentos falsos           | Francês                     | Seleção interna                                            | -                       |
| Grécia               | "Horepse" (Χόρεψε)           | Marianna Zorba              | Seleção interna                                            | -                       |
| Grécia               | Dança                        | Grego                       | Seleção interna                                            | -                       |
| Hungria              | "Miért kell, hogy elmenj?"   | V.I.P.                      | Nemzeti Döntő 1997                                         | 28 de fevereiro de 1997 |
| Hungria              | Porque é que tens de partir? | Húngaro                     | Nemzeti Döntő 1997                                         | 28 de fevereiro de 1997 |
| Irlanda              | "Mysterious Woman"           | Marc Roberts                | Eurosong 1997                                              | 9 de março de 1997      |
| Irlanda              | Mulher misteriosa            | Inglês                      | Eurosong 1997                                              | 9 de março de 1997      |
| Islândia             | "Minn hinsti dans"           | Paul Oscar                  | Seleção interna                                            | -                       |
| Islândia             | A minha última dança         | Islandês                    | Seleção interna                                            | -                       |
| Itália               | "Fiumi di parole"            | Jalisse                     | Festival della Canzone Italiana di Sanremo 1997            | 22 de fevereiro de 1997 |
| Itália               | Rios de palavras             | Italiano                    | Festival della Canzone Italiana di Sanremo 1997            | 22 de fevereiro de 1997 |
| Malta                | "Let Me Fly"                 | Debbie Scerri               | Festival Tal-Kanzunetta Maltija 1997                       | 25 de janeiro de 1997   |
| Malta                | Deixa-me voar                | Inglês                      | Festival Tal-Kanzunetta Maltija 1997                       | 25 de janeiro de 1997   |
| Noruega              | "San Francisco"              | Tor Endresen                | Melodi Grand-Prix 1997                                     | 8 de fevereiro de 1997  |
| Noruega              | São Francisco                | Norueguês & Inglês          | Melodi Grand-Prix 1997                                     | 8 de fevereiro de 1997  |
| Países Baixos        | "Niemand heeft nog tijd"     | Mrs. Einstein               | Nationaal Songfestival 1997                                | 23 de fevereiro de 1997 |
| Países Baixos        | Já ninguém tem tempo         | Holandês                    | Nationaal Songfestival 1997                                | 23 de fevereiro de 1997 |
| Polónia              | "Ale jestem"                 | Anna Maria Jopek            | Seleção interna                                            | -                       |
| Polónia              | Mas eu existo                | Polaco                      | Seleção interna                                            | -                       |
| Portugal             | "Antes do adeus"             | Célia Lawson                | Festival RTP da Canção 1997                                | 7 de março de 1997      |
| Portugal             | Antes do adeus               | Português                   | Festival RTP da Canção 1997                                | 7 de março de 1997      |
| Reino Unido          | "Love Shine a Light"         | Katrina and the Waves       | A song for Europe 1997                                     | 9 de março de 1997      |
| Reino Unido          | Amor, acende uma luz         | Inglês                      | A song for Europe 1997                                     | 9 de março de 1997      |
| Rússia               | "Primadonna" (Примадонна)    | Alla Pugacheva              | Seleção interna                                            | -                       |
| Rússia               | Primadonna                   | Russo                       | Seleção interna                                            | -                       |
| Suécia               | "Bara hon älskar mig"        | Blond                       | Melodifestivalen 1997                                      | 8 de março de 1997      |
| Suécia               | Se ao menos ela me amasse    | Sueco                       | Melodifestivalen 1997                                      | 8 de março de 1997      |
| Suíça                | "Dentro di me"               | Barbara Berta               | Seleção interna                                            | -                       |
| Suíça                | Dentro de mim                | Italiano                    | Seleção interna                                            | -                       |
| Turquia              | "Dinle"                      | Şebnem Paker & Grup Etnic   | Eurovision Şarkı Yarışması Türkiye Finali 1997             | 1 de março de 1997      |
| Turquia              | Escuta                       | Turco                       | Eurovision Şarkı Yarışması Türkiye Finali 1997             | 1 de março de 1997      |

## Festival
| #   | País                 | Idioma             | Artista                     | Canção                     | Lugar | Pontuação |
| --- | -------------------- | ------------------ | --------------------------- | -------------------------- | ----- | --------- |
| 1º  | Chipre               | Grego              | Hara & Andreas Konstantinou | "Mana Mou" (Μάνα μου)      | 5º    | 98        |
| 2º  | Turquia              | Turco              | Şebnem Paker & Grup Etnic   | "Dinle"                    | 3º    | 121       |
| 3º  | Noruega              | Norueguês & Inglês | Tor Endresen                | "San Francisco"            | 24º   | 0         |
| 4º  | Áustria              | Alemão & Inglês    | Bettina Soriat              | "One Step"                 | 21º   | 12        |
| 5º  | Irlanda              | Inglês             | Marc Roberts                | "Mysterious Woman"         | 2º    | 157       |
| 6º  | Eslovénia            | Esloveno           | Tanja Ribič                 | "Zbudi se"                 | 10º   | 60        |
| 7º  | Suíça                | Italiano           | Barbara Berta               | "Dentro di me"             | 22º   | 5         |
| 8º  | Países Baixos        | Holandês           | Mrs. Einstein               | "Niemand heeft nog tijd"   | 22º   | 5         |
| 9º  | Itália               | Italiano           | Jalisse                     | "Fiumi di parole"          | 4º    | 114       |
| 10º | Espanha              | Castelhano         | Marcos Llunas               | "Sin rencor"               | 6º    | 96        |
| 11º | Alemanha             | Alemão             | Bianca Shomburg             | "Zeit"                     | 18º   | 22        |
| 12º | Polónia              | Polaco             | Anna Maria Jopek            | "Ale jestem"               | 11º   | 54        |
| 13º | Estónia              | Estónio            | Maarja-Liis Ilus            | "Keelatud maa"             | 8º    | 82        |
| 14º | Bósnia e Herzegovina | Bósnio             | Alma Čardžić                | "Goodbye"                  | 18º   | 22        |
| 15º | Portugal             | Português          | Célia Lawson                | "Antes do adeus"           | 24º   | 0         |
| 16º | Suécia               | Sueco              | Blond                       | "Bara hon älskar mig"      | 14º   | 36        |
| 17º | Grécia               | Grego              | Marianna Zorba              | "Horepse" (Χόρεψε)         | 12º   | 39        |
| 18º | Malta                | Inglês             | Debbie Scerri               | "Let Me Fly"               | 9º    | 66        |
| 19º | Hungria              | Húngaro            | V.I.P.                      | "Miért kell, hogy elmenj?" | 12º   | 39        |
| 20º | Rússia               | Russo              | Alla Pugacheva              | "Primadonna" (Примадонна)  | 15º   | 33        |
| 21º | Dinamarca            | Dinamarquês        | Kølig Kaj                   | "Stemmen i mit liv"        | 16º   | 25        |
| 22º | França               | Francês            | Fanny                       | "Sentiments songes"        | 7º    | 95        |
| 23º | Croácia              | Croata             | E.N.I.                      | "Probudi me"               | 17º   | 24        |
| 24º | Reino Unido          | Inglês             | Katrina and the Waves       | "Love Shine a Light"       | 1º    | 227       |
| 25º | Islândia             | Islandês           | Paul Oscar                  | "Minn hinsti dans"         | 20º   | 18        |

### Resultados
A ordem de votação no Festival Eurovisão da Canção 1997, foi a seguinte:

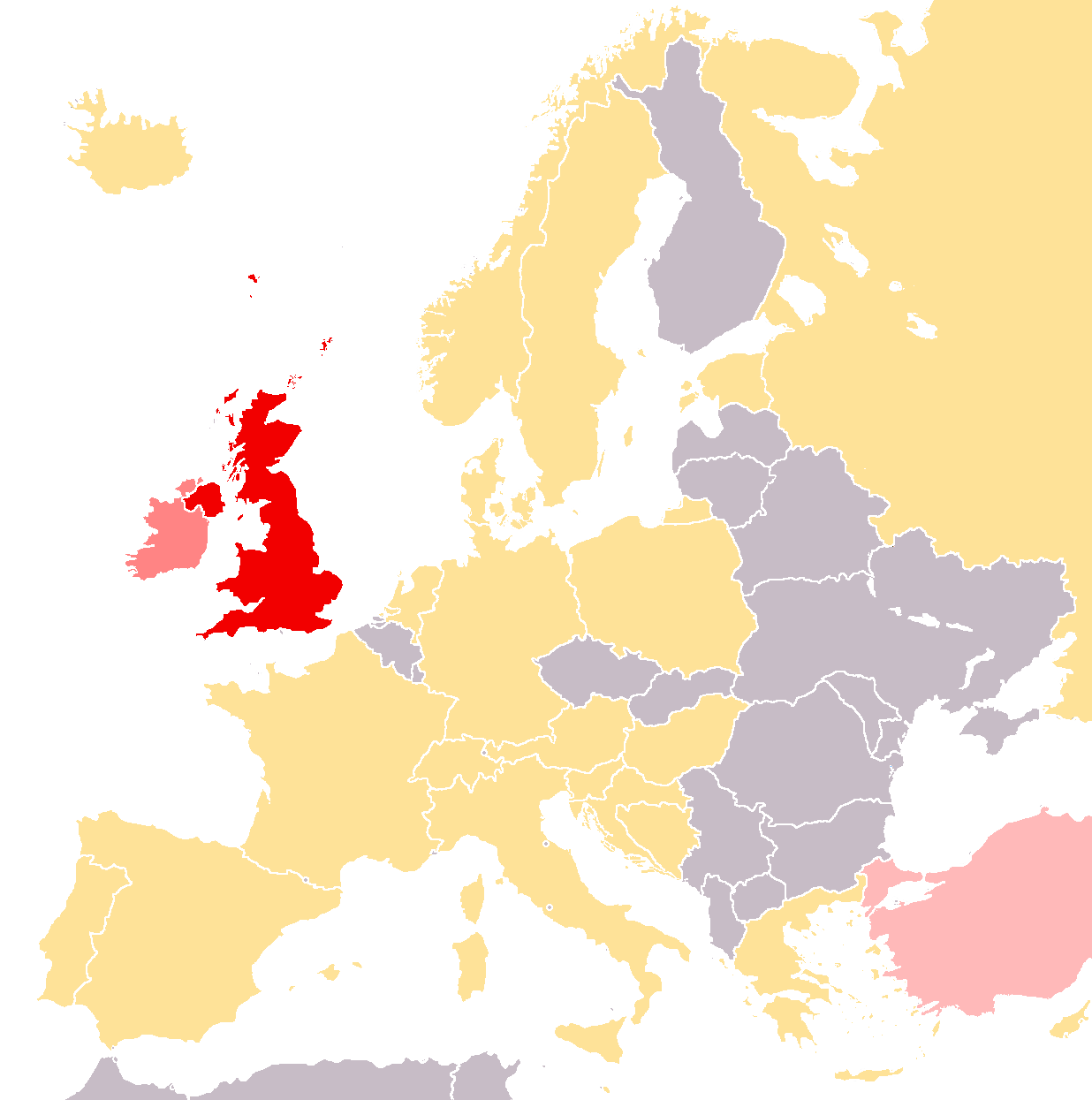
Vencedor
2º classificado
3º classificado

| Países Votantes      | Países Pontuados | Países Pontuados | Países Pontuados | Países Pontuados | Países Pontuados     | Países Pontuados | Países Pontuados | Países Pontuados | Países Pontuados | Países Pontuados | Países Pontuados | Países Pontuados | Países Pontuados | Países Pontuados     | Países Pontuados | Países Pontuados | Países Pontuados | Países Pontuados | Países Pontuados | Países Pontuados | Países Pontuados | Países Pontuados | Países Pontuados | Países Pontuados | Países Pontuados |
| -------------------- | ---------------- | ---------------- | ---------------- | ---------------- | -------------------- | ---------------- | ---------------- | ---------------- | ---------------- | ---------------- | ---------------- | ---------------- | ---------------- | -------------------- | ---------------- | ---------------- | ---------------- | ---------------- | ---------------- | ---------------- | ---------------- | ---------------- | ---------------- | ---------------- | ---------------- |
| Países Votantes      | Chipre           | Turquia          | Noruega          | Áustria          | República da Irlanda | Eslovénia        | Suíça            | Países Baixos    | Itália           | Espanha          | Alemanha         | Polónia          | Estónia          | Bósnia e Herzegovina | Portugal         | Suécia           | Grécia           | Malta            | Hungria          | Rússia           | Dinamarca        | França           | Croácia          | Reino Unido      | Islândia         |
| Chipre               |                  |                  |                  |                  | 8                    | 2                |                  |                  | 6                | 10               |                  |                  | 1                |                      |                  |                  | 12               | 5                |                  |                  |                  | 3                | 4                | 7                |                  |
| Turquia              |                  |                  |                  |                  | 6                    | 10               |                  | 1                | 5                | 4                |                  |                  |                  | 8                    |                  |                  |                  | 12               | 3                |                  |                  | 2                |                  | 7                |                  |
| Noruega              | 2                |                  |                  |                  | 3                    |                  |                  |                  |                  |                  |                  | 4                |                  |                      |                  | 8                | 5                | 10               |                  | 1                | 7                | 12               |                  | 6                |                  |
| Áustria              |                  | 7                |                  |                  | 10                   |                  |                  |                  | 1                |                  | 3                | 8                | 6                | 4                    |                  |                  |                  |                  |                  | 5                |                  |                  |                  | 12               | 2                |
| Irlanda              | 3                | 2                |                  |                  |                      |                  |                  |                  | 1                | 6                |                  |                  | 8                |                      |                  | 5                |                  | 7                | 4                |                  |                  | 10               |                  | 12               |                  |
| Eslovénia            | 4                |                  |                  |                  | 1                    |                  |                  |                  | 10               | 5                |                  | 7                | 3                |                      |                  | 6                |                  |                  |                  | 12               |                  | 2                |                  | 8                |                  |
| Suíça                | 4                | 6                |                  |                  | 7                    |                  |                  |                  | 10               | 8                | 5                |                  |                  | 2                    |                  |                  |                  |                  |                  |                  | 1                | 3                |                  | 12               |                  |
| Países Baixos        | 10               | 2                |                  | 3                | 4                    |                  |                  |                  | 7                | 6                |                  | 1                |                  |                      |                  |                  |                  |                  |                  | 8                |                  | 5                |                  | 12               |                  |
| Itália               | 4                | 7                |                  |                  | 10                   |                  | 2                |                  |                  | 3                | 5                | 1                | 12               |                      |                  |                  |                  | 6                |                  |                  |                  |                  |                  | 8                |                  |
| Espanha              | 10               | 12               |                  |                  | 6                    |                  | 3                |                  | 8                |                  |                  | 2                | 4                |                      |                  |                  | 7                | 1                |                  |                  |                  |                  |                  | 5                |                  |
| Alemanha             | 5                | 12               |                  |                  | 8                    |                  |                  |                  | 4                | 2                |                  | 6                | 7                | 3                    |                  |                  |                  |                  |                  |                  |                  |                  | 1                | 10               |                  |
| Polónia              |                  |                  |                  | 1                | 7                    | 2                |                  |                  | 8                | 4                |                  |                  | 6                |                      |                  |                  |                  |                  | 5                |                  |                  | 12               | 3                | 10               |                  |
| Estónia              | 1                | 6                |                  |                  | 8                    | 4                |                  |                  |                  |                  |                  | 3                |                  |                      |                  |                  |                  |                  | 5                | 7                |                  | 12               |                  | 10               | 2                |
| Bósnia e Herzegovina |                  | 12               |                  |                  | 8                    | 7                |                  |                  | 6                |                  |                  | 4                | 1                |                      |                  |                  |                  | 5                |                  |                  |                  | 3                | 2                | 10               |                  |
| Portugal             | 3                | 5                |                  |                  | 10                   | 4                |                  |                  | 12               | 8                |                  | 2                | 1                |                      |                  |                  |                  |                  |                  |                  |                  | 6                |                  | 7                |                  |
| Suécia               |                  | 6                |                  |                  | 10                   |                  |                  |                  | 3                |                  |                  |                  | 1                | 4                    |                  |                  |                  |                  |                  |                  | 7                | 2                | 5                | 12               | 8                |
| Grécia               | 12               | 7                |                  |                  |                      | 3                |                  |                  | 5                | 6                |                  | 1                |                  |                      |                  |                  |                  | 8                |                  |                  | 2                | 4                |                  | 10               |                  |
| Malta                | 7                | 10               |                  |                  |                      | 5                |                  | 4                |                  | 12               | 3                |                  |                  |                      |                  |                  | 6                |                  | 2                |                  |                  |                  | 8                | 1                |                  |
| Hungria              |                  | 6                |                  | 5                | 8                    |                  |                  |                  | 3                | 10               | 1                | 7                | 4                |                      |                  |                  |                  |                  |                  |                  |                  | 2                |                  | 12               |                  |
| Rússia               | 1                | 4                |                  | 3                | 5                    | 10               |                  |                  | 7                | 8                |                  |                  |                  |                      |                  |                  | 2                |                  |                  |                  |                  | 6                |                  | 12               |                  |
| Dinamarca            | 7                |                  |                  |                  | 10                   |                  |                  |                  | 4                | 2                |                  | 5                | 8                |                      |                  | 6                |                  | 3                |                  |                  |                  | 1                |                  | 12               |                  |
| França               | 4                | 6                |                  |                  | 10                   | 7                |                  |                  |                  | 2                |                  | 3                | 8                |                      |                  |                  |                  | 1                | 5                |                  |                  |                  |                  | 12               |                  |
| Croácia              | 4                |                  |                  |                  | 6                    | 3                |                  |                  | 10               |                  | 5                |                  |                  | 1                    |                  |                  | 7                | 8                | 2                |                  |                  |                  |                  | 12               |                  |
| Reino Unido          | 5                | 4                |                  |                  | 12                   |                  |                  |                  | 3                |                  |                  |                  | 10               |                      |                  | 7                |                  |                  | 8                |                  | 2                |                  | 1                |                  | 6                |
| Islândia             | 12               | 7                |                  |                  |                      | 3                |                  |                  | 1                |                  |                  |                  | 2                |                      |                  | 4                |                  |                  | 5                |                  | 6                | 10               |                  | 8                |                  |
| Total                | 98               | 121              | 0                | 12               | 157                  | 60               | 5                | 5                | 114              | 96               | 22               | 54               | 82               | 22                   | 0                | 36               | 39               | 66               | 39               | 33               | 25               | 95               | 24               | 227              | 18               |
| Lugar                | 5º               | 3º               | 24º              | 21º              | 2º                   | 10º              | 22º              | 22º              | 4º               | 6º               | 18º              | 11º              | 8º               | 18º                  | 24º              | 14º              | 12º              | 9º               | 12º              | 15º              | 16º              | 7º               | 17º              | 1º               | 20º              |
| Países Votantes      | Chipre           | Turquia          | Noruega          | Áustria          | República da Irlanda | Eslovénia        | Suíça            | Países Baixos    | Itália           | Espanha          | Alemanha         | Polónia          | Estónia          | Bósnia e Herzegovina | Portugal         | Suécia           | Grécia           | Malta            | Hungria          | Rússia           | Dinamarca        | França           | Croácia          | Reino Unido      | Islândia         |
| Países Votantes      | Países Pontuados |                  |                  |                  |                      |                  |                  |                  |                  |                  |                  |                  |                  |                      |                  |                  |                  |                  |                  |                  |                  |                  |                  |                  |                  |

| Países Votantes      | Países Pontuados | Países Pontuados | Países Pontuados | Países Pontuados | Países Pontuados     | Países Pontuados | Países Pontuados | Países Pontuados | Países Pontuados | Países Pontuados | Países Pontuados | Países Pontuados | Países Pontuados | Países Pontuados     | Países Pontuados | Países Pontuados | Países Pontuados | Países Pontuados | Países Pontuados | Países Pontuados | Países Pontuados | Países Pontuados | Países Pontuados | Países Pontuados | Países Pontuados |
| -------------------- | ---------------- | ---------------- | ---------------- | ---------------- | -------------------- | ---------------- | ---------------- | ---------------- | ---------------- | ---------------- | ---------------- | ---------------- | ---------------- | -------------------- | ---------------- | ---------------- | ---------------- | ---------------- | ---------------- | ---------------- | ---------------- | ---------------- | ---------------- | ---------------- | ---------------- |
| Países Votantes      | Chipre           | Turquia          | Noruega          | Áustria          | República da Irlanda | Eslovénia        | Suíça            | Países Baixos    | Itália           | Espanha          | Alemanha         | Polónia          | Estónia          | Bósnia e Herzegovina | Portugal         | Suécia           | Grécia           | Malta            | Hungria          | Rússia           | Dinamarca        | França           | Croácia          | Reino Unido      | Islândia         |
| Chipre               | 0                | 0                | 0                | 0                | 8                    | 2                | 0                | 0                | 6                | 10               | 0                | 0                | 1                | 0                    | 0                | 0                | 12               | 5                | 0                | 0                | 0                | 3                | 4                | 7                | 0                |
| Turquia              | 0                | 0                | 0                | 0                | 14                   | 12               | 0                | 1                | 11               | 14               | 0                | 0                | 1                | 8                    | 0                | 0                | 12               | 17               | 3                | 0                | 0                | 5                | 4                | 14               | 0                |
| Noruega              | 2                | 0                | 0                | 0                | 17                   | 12               | 0                | 1                | 11               | 14               | 0                | 4                | 1                | 8                    | 0                | 8                | 17               | 27               | 3                | 1                | 7                | 17               | 4                | 20               | 0                |
| Áustria              | 2                | 7                | 0                | 0                | 27                   | 12               | 0                | 1                | 12               | 14               | 3                | 12               | 7                | 12                   | 0                | 8                | 17               | 27               | 3                | 6                | 7                | 17               | 4                | 32               | 2                |
| Irlanda              | 5                | 9                | 0                | 0                | 27                   | 12               | 0                | 1                | 13               | 20               | 3                | 12               | 15               | 12                   | 0                | 13               | 17               | 34               | 7                | 6                | 7                | 27               | 4                | 44               | 2                |
| Eslovénia            | 9                | 8                | 0                | 0                | 28                   | 12               | 0                | 1                | 23               | 25               | 3                | 19               | 18               | 12                   | 0                | 19               | 17               | 34               | 7                | 18               | 7                | 29               | 4                | 52               | 2                |
| Suíça                | 13               | 15               | 0                | 0                | 35                   | 12               | 0                | 1                | 33               | 33               | 8                | 19               | 18               | 14                   | 0                | 19               | 17               | 34               | 7                | 18               | 8                | 32               | 4                | 64               | 2                |
| Países Baixos        | 23               | 17               | 0                | 3                | 39                   | 12               | 0                | 1                | 40               | 39               | 8                | 20               | 18               | 14                   | 0                | 19               | 17               | 34               | 7                | 26               | 8                | 37               | 4                | 76               | 2                |
| Itália               | 27               | 24               | 0                | 3                | 49                   | 12               | 2                | 1                | 40               | 42               | 13               | 21               | 30               | 14                   | 0                | 19               | 17               | 40               | 7                | 26               | 8                | 37               | 4                | 84               | 2                |
| Espanha              | 37               | 36               | 0                | 3                | 55                   | 12               | 5                | 1                | 48               | 42               | 13               | 23               | 34               | 14                   | 0                | 19               | 24               | 41               | 7                | 26               | 8                | 37               | 4                | 89               | 2                |
| Alemanha             | 42               | 48               | 0                | 3                | 63                   | 12               | 5                | 1                | 52               | 44               | 13               | 29               | 41               | 17                   | 0                | 19               | 24               | 41               | 7                | 26               | 8                | 37               | 5                | 99               | 2                |
| Polónia              | 42               | 48               | 0                | 4                | 70                   | 14               | 5                | 1                | 60               | 48               | 13               | 29               | 47               | 17                   | 0                | 19               | 24               | 41               | 12               | 26               | 8                | 49               | 8                | 109              | 2                |
| Estónia              | 43               | 54               | 0                | 4                | 78                   | 18               | 5                | 1                | 60               | 48               | 13               | 32               | 47               | 17                   | 0                | 19               | 24               | 41               | 17               | 33               | 8                | 61               | 8                | 110              | 4                |
| Bósnia e Herzegovina | 43               | 66               | 0                | 4                | 86                   | 25               | 5                | 1                | 66               | 48               | 13               | 36               | 48               | 17                   | 0                | 19               | 24               | 46               | 17               | 33               | 8                | 64               | 10               | 129              | 4                |
| Portugal             | 46               | 71               | 0                | 4                | 96                   | 29               | 5                | 1                | 78               | 56               | 13               | 38               | 49               | 17                   | 0                | 19               | 24               | 46               | 17               | 33               | 8                | 70               | 10               | 136              | 4                |
| Suécia               | 46               | 77               | 0                | 4                | 106                  | 29               | 5                | 1                | 81               | 56               | 13               | 38               | 50               | 21                   | 0                | 19               | 24               | 46               | 17               | 33               | 15               | 72               | 15               | 148              | 12               |
| Grécia               | 58               | 84               | 0                | 4                | 105                  | 32               | 5                | 1                | 86               | 62               | 13               | 39               | 59               | 21                   | 0                | 19               | 24               | 54               | 17               | 33               | 17               | 76               | 15               | 158              | 12               |
| Malta                | 65               | 94               | 0                | 4                | 106                  | 37               | 5                | 5                | 86               | 74               | 16               | 39               | 50               | 21                   | 0                | 19               | 30               | 54               | 19               | 33               | 17               | 76               | 23               | 159              | 12               |
| Hungria              | 65               | 100              | 0                | 9                | 114                  | 37               | 5                | 5                | 89               | 84               | 17               | 46               | 54               | 21                   | 0                | 19               | 30               | 54               | 19               | 33               | 17               | 78               | 23               | 171              | 12               |
| Rússia               | 66               | 104              | 0                | 12               | 119                  | 47               | 5                | 5                | 96               | 92               | 17               | 46               | 54               | 21                   | 0                | 19               | 32               | 54               | 19               | 33               | 17               | 84               | 23               | 183              | 12               |
| Dinamarca            | 73               | 110              | 0                | 12               | 129                  | 47               | 5                | 5                | 100              | 94               | 17               | 51               | 62               | 21                   | 0                | 25               | 32               | 57               | 19               | 33               | 17               | 85               | 23               | 195              | 12               |
| França               | 77               | 110              | 0                | 12               | 139                  | 54               | 5                | 5                | 100              | 96               | 17               | 54               | 70               | 21                   | 0                | 25               | 32               | 58               | 24               | 33               | 17               | 85               | 23               | 207              | 12               |
| Croácia              | 81               | 110              | 0                | 12               | 145                  | 57               | 5                | 5                | 110              | 96               | 22               | 54               | 70               | 22                   | 0                | 25               | 39               | 66               | 26               | 33               | 17               | 85               | 23               | 219              | 12               |
| Reino Unido          | 86               | 114              | 0                | 12               | 157                  | 57               | 5                | 5                | 113              | 96               | 22               | 54               | 80               | 22                   | 0                | 32               | 39               | 66               | 34               | 33               | 19               | 85               | 24               | 219              | 18               |
| Islândia             | 98               | 121              | 0                | 12               | 157                  | 60               | 5                | 5                | 114              | 96               | 22               | 54               | 82               | 22                   | 0                | 36               | 39               | 66               | 39               | 33               | 26               | 95               | 24               | 227              | 18               |
| Lugar                | 5º               | 3º               | 24º              | 21º              | 2º                   | 10º              | 22º              | 22º              | 4º               | 6º               | 18º              | 11º              | 8º               | 18º                  | 24º              | 14º              | 12º              | 9º               | 12º              | 15º              | 16º              | 7º               | 17º              | 1º               | 20º              |
| Países Votantes      | Chipre           | Turquia          | Noruega          | Áustria          | República da Irlanda | Eslovénia        | Suíça            | Países Baixos    | Itália           | Espanha          | Alemanha         | Polónia          | Estónia          | Bósnia e Herzegovina | Portugal         | Suécia           | Grécia           | Malta            | Hungria          | Rússia           | Dinamarca        | França           | Croácia          | Reino Unido      | Islândia         |
| Países Votantes      | Países Pontuados |                  |                  |                  |                      |                  |                  |                  |                  |                  |                  |                  |                  |                      |                  |                  |                  |                  |                  |                  |                  |                  |                  |                  |                  |

#### 12 pontos
Os países que receberam 12 pontos foram os seguintes:
| #  | Países Pontuados | Países Votantes                                                                             |
| -- | ---------------- | ------------------------------------------------------------------------------------------- |
| 10 | Reino Unido      | Áustria, Croácia, Dinamarca, França, Hungria, Irlanda, Países Baixos, Rússia, Suécia, Suíça |
| 3  | França           | Estónia, Noruega, Polónia                                                                   |
| 3  | Turquia          | Alemanha, Bósnia e Herzegovina, Espanha                                                     |
| 2  | Chipre           | Grécia, Islândia                                                                            |
|    | Espanha          | Malta                                                                                       |
| 1  | Estónia          | Itália                                                                                      |
| 1  | Grécia           | Chipre                                                                                      |
| 1  | Irlanda          | Reino Unido                                                                                 |
| 1  | Itália           | Portugal                                                                                    |
| 1  | Malta            | Turquia                                                                                     |
| 1  | Rússia           | Eslovénia                                                                                   |

### Média de pontuações
Para fazer face ao elevado número de países interessados em participar no certame, a EBU resolveu aplicar uma nova regra: os 5 países que tivessem a menor média dos últimos 5 anos, não poderiam participar.
| #   | País                 | Pontuação em 1993 | Pontuação em 1994 | Pontuação em 1995 | Pontuação em 1996 | Total         | Média         |
| --- | -------------------- | ----------------- | ----------------- | ----------------- | ----------------- | ------------- | ------------- |
| -   | Irlanda              | 187               | 226               | 44                | 162               | 619           | 154,75        |
| 1º  | Noruega              | 120               | 76                | 148               | 114               | 458           | 114,5         |
| 2º  | Reino Unido          | 164               | 63                | 76                | 77                | 380           | 95            |
| 3º  | Suécia               | 89                | 48                | 100               | 100               | 337           | 84,25         |
| 4º  | Malta                | 69                | 97                | 76                | 68                | 310           | 77,5          |
| 5º  | França               | 121               | 74                | 94                | 18                | 307           | 76,75         |
| 6º  | Polónia              | -                 | 166               | 15                | 31                | 212           | 70,67         |
| 7º  | Hungria              | -                 | 122               | 3                 | -                 | 125           | 62,5          |
| 8º  | Croácia              | 31                | 27                | 91                | 98                | 247           | 61,75         |
| 9º  | Suíça                | 148               | 15                | -                 | 22                | 185           | 61,67         |
| 10º | Países Baixos        | 92                | 4                 | -                 | 78                | 174           | 58            |
| 11º | Portugal             | 60                | 73                | 5                 | 92                | 230           | 57,5          |
| 12º | Chipre               | 17                | 51                | 79                | 72                | 219           | 54,75         |
| 13º | Grécia               | 64                | 44                | 68                | 36                | 212           | 53            |
| 14º | Espanha              | 58                | 17                | 119               | 17                | 211           | 52,75         |
| 15º | Dinamarca            | 9                 | -                 | 92                | -                 | 101           | 50,5          |
| 16º | Alemanha             | 18                | 128               | 1                 | -                 | 147           | 49            |
| 17º | Estónia              | -                 | 2                 | -                 | 94                | 96            | 48            |
| 18º | Áustria              | 32                | 19                | 67                | 68                | 186           | 46,5          |
| 19º | Rússia               | -                 | 70                | 17                | -                 | 87            | 43,5          |
| 20º | Islândia             | 42                | 49                | 31                | 51                | 173           | 43,25         |
| 21º | Israel               | 4                 | -                 | 81                | -                 | 85            | 42,5          |
| 22º | Eslovénia            | 9                 | -                 | 84                | 16                | 109           | 36,33         |
| 23º | Turquia              | 10                | -                 | 21                | 57                | 88            | 29,33         |
| 24º | Bósnia e Herzegovina | 27                | 39                | 14                | 13                | 93            | 23,25         |
| 25º | Eslováquia           | -                 | 15                | -                 | 19                | 34            | 17            |
| 26º | Roménia              | -                 | 14                | -                 | -                 | 14            | 14            |
| 27º | Finlândia            | 20                | 11                | -                 | 9                 | 40            | 13,33         |
| 28º | Bélgica              | 3                 | -                 | 8                 | 22                | 33            | 11            |
| 29º | Macedónia do Norte   | -                 | -                 | -                 | -                 | indeterminado | indeterminado |

### Maestros
Em baixo encontra-se a lista de maestros que conduziram a orquestra, na respectiva actuação de cada país concorrente. 
| País                 | Maestro               |
| -------------------- | --------------------- |
| Chipre               | Stavros Lantsias      |
| Turquia              | Levent Çoker          |
| Noruega              | Geir Langslet         |
| Áustria              | Nenhum                |
| Irlanda              | Nenhum                |
| Eslovénia            | Mojmir Sepe           |
| Suíça                | Pietro Damiani        |
| Países Baixos        | Dick Bakker           |
| Itália               | Lucio Fabbri          |
| Espanha              | Toni Xuclà            |
| Alemanha             | Nenhum                |
| Polónia              | Krzesimir Dębski      |
| Estónia              | Tarmo Leinatamm       |
| Bósnia e Herzegovina | Sinan Alimanović      |
| Portugal             | Thilo Krassman        |
| Suécia               | Curt-Eric Holmquist   |
| Grécia               | Anacreon Papageorgiou |
| Malta                | Ray Agius             |
| Hungria              | Péter Wolf            |
| Rússia               | Rutger Gunnarsson     |
| Dinamarca            | Jan Glæsel            |
| França               | Régis Dupré           |
| Croácia              | Nenhum                |
| Reino Unido          | Don Airey             |
| Islândia             | Szymon Kuran          |
| Maestro anfitrião    | Frank McNamara        |

## Artistas repetentes
Alguns artistas repetiram a sua experiência Eurovisiva. Em 1997, os repetentes foram:
| País (1997)          | Foto | Artista          | Ano Anterior             | País Representado    | Canção             | Tradução         | Pontuação | Classificação |
| -------------------- | ---- | ---------------- | ------------------------ | -------------------- | ------------------ | ---------------- | --------- | ------------- |
| Bósnia e Herzegovina |      | Alma Čardžić     | ESC 1994 (com Dejan)     | Bósnia e Herzegovina | "Ostani kraj mene" | Fica ao meu lado | 39        | 15º           |
| Estónia              |      | Maarja-Liis Ilus | ESC 1996 (com Ivo Linna) | Estónia              | "Kaelakee hääl"    | Voz do colar     | 94        | 5º            |
| Turquia              |      | Şebnem Paker     | ESC 1996                 | Turquia              | "Beşinci mevsim"   | A quinta estação | 57        | 12º           |